# سراج‌الدین میردامادی
سید امیرمحمد میردامادی معروف به سراج‌الدین میردامادی (زاده ۸ فروردین ۱۳۵۲ در مشهد)، روزنامه‌نگار و فعال سیاسی اصلاح‌طلب و از اعضای سابق شورای مرکزی دفتر تحکیم وحدت و نیز عضو شورای مرکزی اتحادیه انجمن‌های اسلامی دانشجویان در اروپا است. در انتخابات ۸۸ از حامیان میرحسین موسوی بود. او پسر دایی آیت‌الله خامنه‌ای رهبر ایران است. او در انتخابات سال ۱۳۹۲ از حامیان حسن روحانی بود. وی که ساکن پاریس بود در ۱۲ مرداد ۱۳۹۲، شب تنفیذ حسن روحانی به ایران بازگشت که گذرنامه‌اش در فرودگاه امام خمینی ضبط شد و پس از چند ماه بازجویی سرانجام در ۲۰ اردیبهشت ۱۳۹۳ بازداشت و به زندان اوین منتقل شد. او در دادگاهی به ریاست قاضی صلواتی به جرم تبلیغ علیه نظام به سه سال زندان محکوم شد.
سراج‌الدین میردامادی، دوشنبه ۲۴ اسفند ۱۳۹۴  با اجرای ماده ۵۸ قانون مجازات اسلامی با حکم "آزادی مشروط" از زندان اوین آزاد شد.

## زندگی‌نامه
سراج‌الدین میردامادی، فرزند «سید حسین میردامادی»، دایی کوچک  سیدعلی خامنه‌ای، رهبر جمهوری اسلامی است. سید حسین میردامادی فرزند  سید هاشم میردامادی نجف‌آبادی است که از فعالان سیاسی در جریان انقلاب ۵۷ بوده، اما با شروع رهبری آیت‌الله خامنه‌ای رابطه خود را با خواهرزاده‌اش قطع کرد.
سراج‌الدین نیز از سنین نوجوانی در جنگ ایران و عراق به عنوان داوطلب بسیجی شرکت کرد. بیسیم‌چی گردان یدالله، لشکر پنج نصر خراسان بود و در عملیات بیت المقدس ۷ در محور شلمچه بر اثر اصابت ترکش خمپاره، از ناحیه گردن، کمر و پا مجروح شد. پس از آن تحصیلاتش را در رشته فقه و حقوق اسلامی در دانشگاه فردوسی مشهد تمام کرد وی در همین زمان عضو شورای مرکزی دفتر تحکیم وحدت بود. بعد از اتمام تحصیلات، به عنوان روزنامه‌نگار در روزنامه جهان اسلام مشغول به کار شد.  در سال‌های ۱۳۷۸ تا ۱۳۸۰ معاون مدیرکل انتخابات وزارت کشور دولت سیدمحمد خاتمی بود.

### ترک ایران
در سال ۲۰۰۱، ایران را به مقصد فرانسه ترک کرد تا تحصیلاتش را بیرون از ایران تکمیل کند و در رشته ارتباطات، مدرک کارشناسی ارشد خود را از دانشگاه سوربن اخذ کرد در طول تحصیل در سوربن عضو شورای مرکزی اتحادیه انجمن‌های اسلامی دانشجویان در اروپا بود. سراج‌الدین ۱۳ سال در پاریس ماند و در مدت اقامتش در فرانسه کماکان به ایران رفت‌وآمد می‌کرد و حتی در انتخابات سال ۱۳۸۸ به عنوان خبرنگار در ایران حضور داشت. پس از انتخاب حسن روحانی به ریاست جمهوری، تصمیم گرفت به ایران برگردد. این روزنامه‌نگار، مرداد سال ۱۳۹۲ به ایران برگشت اما در فرودگاه گذرنامه‌های او و همسرش ضبط شده و ممنوع‌الخروج شد.

### آغاز فعالیت روزنامه‌نگاری
میردامادی به عنوان روزنامه‌نگار سابقه همکاری با نشریات جهان اسلام، توس و حیات نو، رادیو زمانه و تلویزیون رسا را دارد.

### بازگشت به ایران
میردامادی در شب تنفیذ ریاست جمهوری حسن روحانی – دوازده مرداد ماه – به ایران بازگشت. برخی رسانه‌های اصولگرایان مدعی شدند که بازگشت او در قالب پروژه‌ای برای بازگشت فعالان سیاسی خارج از کشور بوده‌است. پروژه‌ای که قرار بود راه را برای بازگشت دسته‌جمعی فعالان جنبش سبز به ایران باز کند.
خبرنامه دانشجویان نزدیک به اصولگرایان در مطلبی زیر تیتر «میردامادی و «هراتی» جاده صاف کن بازگشت فتنه‌گران» نوشت: بعد از انتخابات ۲۴ خرداد ۱۳۹۳، برخی فتنه گران که از کشور گریخته بودند تلاش‌های بسیاری کردند که مجدداً به داخل برگردند لیکن با عملیات وسیع قضایی و برخی نهادهای مختلف نظام، عملاً روند بازگشت آن‌ها متوقف شد. دستگاه قضایی در این زمینه تحت فشار بسیاری قرار دارد لیکن با جمع‌بندی صورت گرفته و پشتیبانی مسوولین ارشد قضایی؛ دادستانی و قضات با قاطعیت مضاعف به این پرونده‌ها رسیدگی می‌کنند.

### بازداشت اول در سال ۱۳۹۲
گذرنامه میردامادی و همسرش در ۱۲ مرداد ماه در بدو ورود در فرودگاه امام خمینی تهران توقیف شد و پس از آن از خروجش ممانعت به عمل آمد. اولین دادگاه سراج الدین میردامادی ۱۸ دی ۱۳۹۲ در شعبه ۱۵ دادگاه انقلاب به ریاست قاضی صلواتی برگزار شد که قاضی به پرونده نقص گرفت و آن را به دادسرای اوین ارجاع داد و میردامادی با صدور قرار کفالت و کفالت برادرش آزاد شد.

### بازداشت دوم در سال ۱۳۹۳
او برای بار دوم، شنبه ۱۰ اردیبهشت ۱۳۹۳ به شعبه دوم بازپرسی دادسرای اوین احضار شد که بازپرس با تفهیم اتهام جدید برای وی قرار بازداشت موقت صادر کرد. وی پیشتر نیز بارها برای توضیحات به دادسرا رفته بود. میردامادی پیش از بازداشت، در پستی که در صفحه فیس بوک خود منتشر کرده بود نوشته بود:
بازجویان او وابسته به سپاه پاسداران هستند و بر ایراد اتهام «اجتماع و تبانی علیه امنیت کشور اصرار» دارند. موارد اتهامی من «شرکت در نشست ستارگان خرداد (به عنوان مستمع)، کار در رادیو زمانه، امضای نامه‌های دسته جمعی به مجامع بین‌المللی در خصوص وضعیت ناگوار زندانیان سیاسی و روزنامه‌نگاران و اعتراض به حصر خانگی رهبران جنبش سبز و همکاری با تلویزیون رسا است.
پس از برگزاری چند جلسه تحقیق در دادسرای اوین، میردامادی ۲۰ اردیبهشت ۱۳۹۳ به شعبه دوم بازپرسی احضار شد. در نهایت شعبه بازپرسی پس از رفع نقص، پرونده را به شعبه ۱۵ دادگاه انقلاب ارسال کرد و ۳۰ تیرماه ۱۳۹۳ وی با اتهامات فعالیت تبلیغی علیه نظام و اجتماع و تبانی علیه امنیت ملی، محاکمه شد. در نهایت دادگاه، وی را به ۶ سال حبس تعزیری و دو سال ممنوع‌الخروجی محکوم کرد که پرونده با اعتراض متهم برای رسیدگی در مرحله تجدیدنظر، به شعبه ۳۶ دادگاه تجدید نظر استان تهران ارجاع شد و در نهایت به ۳ سال حبس تعزیری و دو سال ممنوع‌الخروجی کاهش یافت.
او در خرداد ۱۳۹۴ برای عمل خارج کردن ترکش باقی مانده از جنگ ایران و عراق در بدنش، به بیمارستان اعزام شد و پس از عمل جراحی، مجدد به زندان بازگشت. سراج‌الدین میردامادی سرانجام شامگاه دوشنبه ۲۴ اسفند ۱۳۹۴ و با اجرای ماده ۵۸ قانون مجازات اسلامی، «آزادی مشروط» از زندان اوین آزاد شد.

### ترک ایران
سراج پس از آزادی در سال ۱۳۹۴، در ۲۹ فرودین سال ۱۳۹۵ از ایران خارج شد و به فرانسه بازگشت.

## واکنش‌ها به بازداشت
او در نامه‌ای به قاضی دادگاه تجدید نظر، درخواست کرد برای تحمل حبس به زندان مشهد که خانواده او در این شهر سکونت دارند، منتقل شود اما همچنان در در بند هشت زندان اوین محبوس است. پدر سراج‌الدین که استاد بازنشسته دانشگاه فردوسی مشهد و قرآن‌پژوه و محقق دینی است در مورد دستگیری پسرش می‌گوید «به او گفتیم به ایران برنگرد اما سراج گفت که کار خلاف قانونی نکرده‌ام و به انقلاب و کشورم علاقه‌مندم». او دراین‌باره به رسانه‌ها گفته است: «چند نفر از مراجع تقلید و از جمله آیت‌الله یوسف صانعی از برخوردی که با سراج شده متعجب‌اند. سراج کاری خارج از چهارچوب قانون اساسی انجام نداده است.» پدر آقای میردامادی تأکید کرده که از رهبر ایران درخواست بخشش فرزندش را نخواهد کرد. بیشترین فشار روی آقای میردامادی در جهت ابراز برائت از میرحسین موسوی و مهدی کروبی است.
به گفته برادر میردامادی، قاضی صلواتی، قاضی اولیه پرونده سراج دریکی از جلسات دادگاه او گفته بود «کاری می‌کنیم که دیگران هوس برگشتن به کشور به سرشان نزند». او در جریان بازجویی‌هایش گفته: «ایران کشور من است و نمی‌توانم تصور کنم که به کشور خودم برنگردم. ما برای این کشور جنگیده‌ایم و در داخل کشور خودمان برای توسعه آن فعالیت می‌کنیم و جرمی هم مرتکب نشده‌ایم و فعالیت اصلاح‌طلبی ما شفاف و روشن است». همسرش اظهار داشته که سراج الدین از روحیه بالایی برخوردار بوده و کماکان بر مواضع خود پافشاری می‌کند و تأکید می‌کند که کلیه اقداماتش در چهارچوب قانون اساسی ایران بوده‌است.
در جریان سفر حسن روحانی به فرانسه، فاطمه سادات موسوی همسر سراج‌الدین میردامادی، در دیدار حسن روحانی با ایرانیان مقیم فرانسه شرکت کرد و نامه خود را به رئیس جمهور تحویل داد. او در نامه خود شرح داده که این فعال سیاسی و روزنامه‌نگار در پی دعوت دولت به بازگشت ایرانیان خارج از کشور، در سال ۹۲ به ایران آمد، اما پس از ده ماه بازجویی، بازداشت و در نهایت به سه سال زندان تعزیری و دو سال ممنوعیت خروج از کشور محکوم شده‌است. همسرم هم اکنون حدود ۲۰ ماه است که در زندان اوین به سر می‌برد و متأسفانه تصویری که از ایران عزیز در ذهن فرزند ۱۲ ساله وی در حال شکل‌گیری است تصویری مبهم و پرسش‌آمیز است…. او در نامهٔ خود خواست که روحانی به عنوان مجری قانون اساسی و از آن مهم‌تر به عنوان مردی که بنا به اعتماد و امید به او، آینده زیبا و روشنی را به فرزندمان وعده داده‌ایم، در زمینه سیاست داخلی و دفاع از حقوق حامیان‌تان و همه ایرانیان و بازگشت آرامش به شهروندان، هم‌چون سیاست خارجی، آن‌گونه که گذشت، بدرخشید.

## همچنین بخوانید
- نقض حقوق روزنامه‌نگاران و خبرنگاران در جمهوری اسلامی ایران